# Jan Timmer (beeldhouwer)

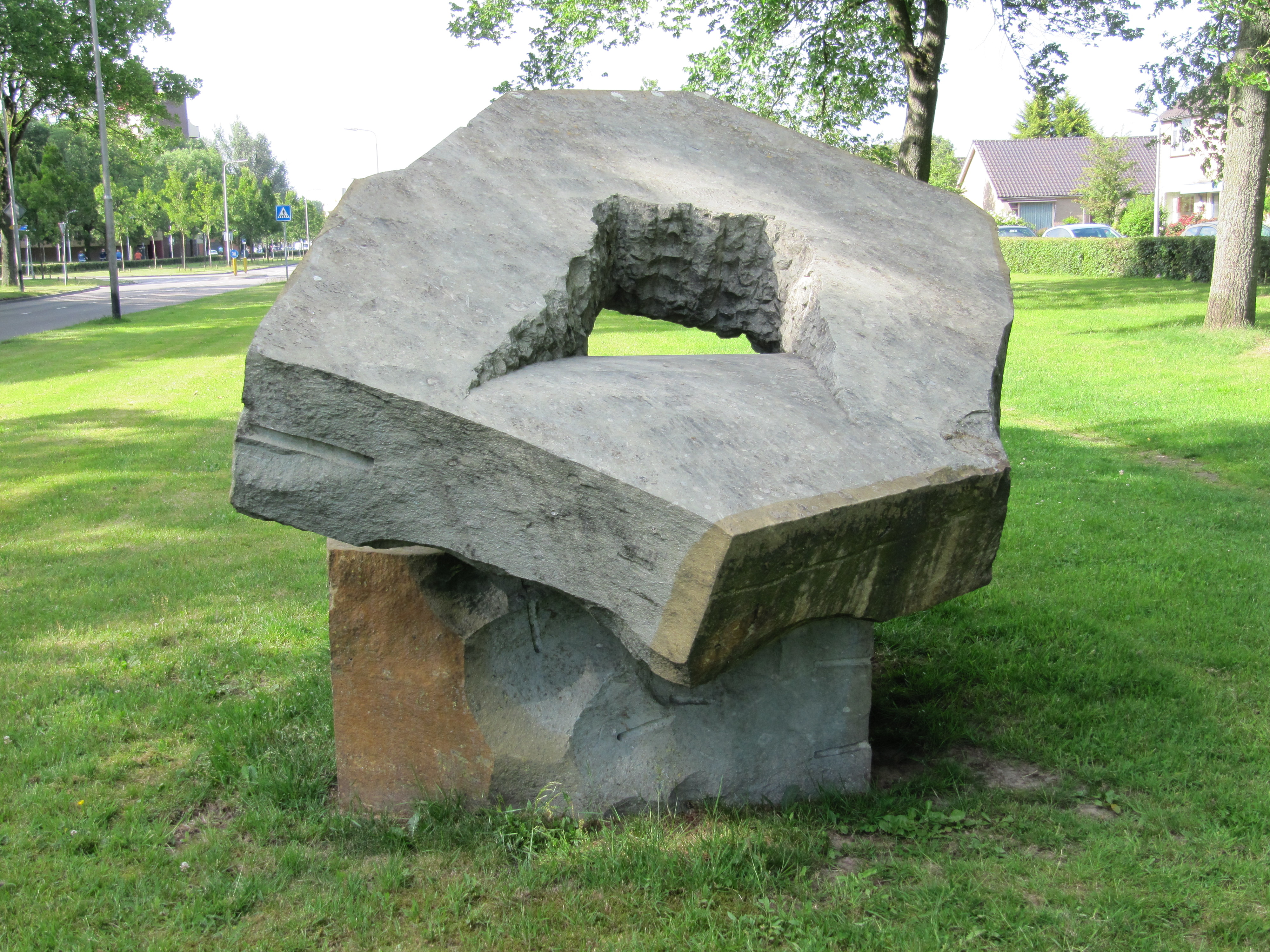
sculptuur in het plantsoen langs de Holkerweg te Amersfoort

Jan Timmer (Maartensdijk, 1935) is een Nederlandse beeldhouwer. 
Timmer bezocht van 1958 tot 1964 de Gerrit Rietveld Academie en de Rijksacademie van Beeldende Kunsten, beide in Amsterdam. Van 1963 tot 1975 woonde en werkte hij in Antwerpen. In 1975 keerde hij terug naar Nederland en woont en werkt hij in Dordrecht.

## Werk
Timmer is een vertegenwoordiger van de moderne kunst uit de periode na de Tweede Wereldoorlog.
Jan Timmer heeft nooit aansluiting gezocht bij strekkingen [stromingen] die het artistieke landschap kenmerkten aan het begin van zijn carrière: het minimalisme van de jaren zestig en de conceptuele kunst van de jaren zeventig. Sommige van zijn werken leunen nog enigszins aan bij de fundamentele sculptuur, een tendens gestart in de jaren zeventig, waar het materiaal, de toets, de wijze van beeldhouwen allesbepalend zijn. De kunstenaar neemt in deze richting een beschouwelijke houding aan waarin hij zijn eigen kunstmedium ter discussie stelt en weigert onderwerpen buiten het gegeven beeld op zich in overweging te nemen.— Ernest van Buynder (voorzitter van het Museum voor Hedendaagse Kunst Antwerpen)
Timmer werkt vooral in steen. Daarnaast werkt hij ook in brons, hout en beton. In zijn steenkeuze heeft hij een voorkeur voor graniet, maar ook arduin en belgische hardsteen zijn veelgekozen steensoorten. Daarnaast maakt hij ook werken in vaurion, massengis en marmer. Steeds weet Timmer in zijn materiaalbehandeling de diverse tinten van de steen ten volle te benutten.
In zijn werk – aldus Buynder – treffen [we] vooral kalme glooiende, organische, rustige, tactiele en uitnodigende vormen aan en minder frequent schrille en puntige objecten. Vooral dus analogisch zoals bij een Arp en Moore en minder overeenstemming met de meer expressionistische traditie.
José Boyens, een Nederlandse kunsthistorica, kenmerkt het werk van Jan Timmer als volgt:
Opvallend in het oeuvre van Jan Timmer is de rijke diversiteit ervan binnen de discipline van het beeldhouwen in steen. Deze diversiteit laat zich moeilijk onderbrengen in afgebakende periodes van zijn beeldhouwkundige activiteit. (…) het zichtbaar maken van de verborgen mogelijkheden van de steen, zich verheffen, beweging, drama en de kosmos. Maar de opsplitsende werking van deze karakteristieken is betrekkelijk. Op een aantal beelden zijn meerdere ervan van toepassing.

Eigenlijk heeft het oeuvre in zijn geheel een kosmische connectie. En gaat het steeds om de verborgen mogelijkheden van de steen, met als verschil dat deze al of niet op spectaculaire wijze onder de aandacht worden gebracht. De eenheid van het oeuvre ontstaat door het verbond tussen vakmanschappelijke kwaliteit en de zich rondom de beeldhouwkunst bewegende gedachtewereld van de maker.
De kunstenaar zelf stelt in zijn mission statement dat:
Sculptuur een idee, gedachte of gevoel tot uiting brengt die door de beeldhouwer moeilijk te verwoorden was. Dit geldt voor meer vormen van kunst. Om te kunnen communiceren moet een vorm gekozen worden die voor een ander duidelijk te begrijpen is en waarmee het gevoel of de gedachte herkenbaar wordt. Geen woorden maar beelden. We zijn maar al te bekend met de paradox dat wie het onzegbare uitspreekt zichzelf tegenspreekt en het onzegbare daarmee zijn kracht ontneemt. In dit spanningsveld – tussen woord en beeld – beweegt zich de creatie. Dit proces is het enige dat blijft boeien, zeker in de beeldhouwkunst.

## Internationale beeldhouwer
Zijn werk is aanwezig door heel Europa en daarbuiten.

### In collecties
China
- Taizhou (2010)
- Tangshan (2010)
- Urumqi (2009)
- Shenzhen (2007)
- Huian (2006)
- Zhengzhou "Renaissance & Rising" (2006)
- Shanghai, in de nieuwe uitbreiding van de stad 2003

Nederland
- Museum Beelden aan Zee (Scheveningen)
- Nederlandse Kunststichting (nu: Instituut Collectie Nederland)
- H.M. Prinses Beatrix

Mexico
- Museum voor Moderne Kunst, Mexico City

Frankrijk
- Franse Staat

België
- Museum voor Moderne Kunst, (Brussel)
- Museum voor Moderne Kunst (Oostende)

Italië
- Museum Pagani (Milaan, Italië)

### Opdrachten in Nederland
- Gemeente Albrandswaard
- Gemeente Amersfoort, 1987
- Gemeente Arnhem
- Gemeente Dordrecht, 1989
- Gemeente Goor
- Gemeente Oostzaan
- Gemeente Vriezenveen
- Gemeente Utrecht
- Gemeente Zaandam
- Ministerie van Defensie, Bronbeek
- Provincie Zuid Holland
- ABN-AMRO

### Opdrachten in het buitenland
- 2010: China: Taizhou International Urban Sculpture Symposium
- 2010: China: Tangshan International Urban Sculpture Symposium
- 2009: China: Participation in 'Harmonious Development-2009' symposium, China Xinjiang
- Urumqi International Urban Sculpture Symposium
- 2007   China: The 8th China Carving Art Festival & 'HanYu Cup' International Stone Carving Symposium, Shenzhen
- 2006   China: 4th China HuiAn International Carving Art Fair & International Stone and Wood Carving Symposium, HuiAn
- 2003   China: International Symposium, Yuzi-Paradise, Guilin.
- 1989   Bulgarije: International Symposium, Varna
- 1989   Nederland: Symposium Tien-kruispunten, Dordrecht
- 1987   Mexico: International symposium, Alcoman
- 1999   Bulgarije: International symposium, Ilindentci.
- 1987   Nederland: Steenbeeldhouw symposium, Amersfoort
- 1985   Hongarije: International symposium, Villany
- 1984   Hongarije: International symposium, Siklos
- 1984   Oostenrijk: International symposium, Lindabrunn